# 柏乐文
柏乐文（William Hector Park，1858年10月27日—1927年12月14日），美国监理会来华传教士，苏州博习医院的创始人。

## 生平
1858年出生在美国乔治亚州加图萨县一个贫寒的农家，是11个兄弟姐妹中的长子，父亲在南北战争中失去了左手。他们所属的美国南方监理会自1848年就开始向中国派遣传教士，受此影响，在9岁时，柏乐文已经向往成为一名派往中国的传教士。
这一志向激励柏乐文，通过发愤学习，并得到马修教授的资助，在1877年进入艾默里大学，又自1879年先后进入田纳西州纳什维尔的范德比尔特大学的医学系和纽约大学的表维医学院（Bellevue）学习医学，1882年毕业后即被派往中国传教。1882年5月20日，他和蓝华德（Walter Russell Lambuth）、孙乐文（D.L.Anderson）同船，从纽约出发，取道英国，于12月2日在上海登陆，12月17日到达苏州。
蓝华德与柏乐文到苏州后，即在苏州城东部葑门内的天赐庄买了7亩墓地，在原有诊所的基础上创办了博习医院（Soochow Hospital）。1883年4月8日医院动土兴建，11月8日医院正式开业。建成中式平屋８幢，分别作为门诊室，内、外科病房，手术室、戒烟室、宿舍、洗衣房及厨房。当时设病床30张。据监理会刊物称这是中国内地（不包括通商口岸）最早的一所正式西医医院。尽管当时中国社会对于西医尚难以接受，由于柏乐文善于交往，为人谦和，不久就获得当地人士的信任，在开办的第一年的门诊量即达到7600人次，他自己也获得“柏好人”的美誉。
1884年，柏乐文回美国继续深造。1885年，蓝华德被监理会派往日本传教。1886年，柏乐文完成学业重返苏州，担任博习医院院长职务，直到1927年退休回美。
柏乐文在苏州博习医院，将许多西方最新发明的技术，例如消毒法、麻醉术、ｘ光机等介绍到中国，苏州博习医院是中国最早使用ｘ光机的医院。1888年，柏乐文又创办了一个医学班培养学生，当1901年3月，监理会在苏州天赐庄创建东吴大学后，柏乐文担任该校教务长，并在1904年将医学班归并东吴大学，筹建医学院。此外，柏乐文还在苏州大力提倡公共卫生及传染病预防，宣传消灭蚊蝇。
1920年，柏乐文利用来自监理会、洛克菲勒基金及地方捐助的20万银元，拆除博习医院原有中式平房，兴建1幢3层半住院大楼和1幢2层门诊大楼，拥有100张床位。建筑工程于1922年春落成，是当时中国相当先进的一所西医医院，被美国外科专家评价为“如此医院全中国仅三、四处而已。”。
英国皇家委员会曾经发表一篇报告，宣称鸦片对东方人有益无害。柏乐文在中国目睹许多人深受毒瘾之害，为此撰文加以批驳，揭露鸦片在中国危害的真实情况。
1927年春，柏乐文退休返回美国，同年12月14日逝世。他的骨灰被运回苏州，安葬于葑门外安乐园。